# قائمة العملات التذكارية والميداليات الأمريكية (عقد 1980)

## 1980

### ميداليات
| الميدالية                                                 | تصميم الوجه الأمامي | تصميم الوجه الخلفي     | السكّ                       | التوافر | الوجه الأمامي | الوجه الخلفي |
| --------------------------------------------------------- | ------------------- | ---------------------- | -------------------------- | ------- | ------------- | ------------ |
| ميدالية جرانت وود (سلسلة الفنون التذكارية الأمريكية)      | جرانت وود           | لوحة القوطية الأمريكية | غير متداولة: 500,000 (W)   | 1980    |               |              |
| ميدالية ماريان أندرسون (سلسلة الفنون التذكارية الأمريكية) | ماريان أندرسون      | راحتا يدٍ مُمسكتان بِكُرة  | غير متداولة: 1,000,000 (W) | 1980    |               |              |

## 1981

### ميداليات
| الميدالية                                            | تصميم الوجه الأمامي | تصميم الوجه الخلفي           | السكّ                     | التوافر | الوجه الأمامي | الوجه الخلفي |
| ---------------------------------------------------- | ------------------- | ---------------------------- | ------------------------ | ------- | ------------- | ------------ |
| ميدالية مارك توين (سلسلة الفنون التذكارية الأمريكية) | مارك توين           | باخرة تبحر عبر نهر المسيسيبي | غير متداولة: 141,000 (W) | 1981    |               |              |
| ميدالية ويلا كاثر (سلسلة الفنون التذكارية الأمريكية) | ويلا كاثر           | امرأة تحرثُ حقلاً              | غير متداولة: 200,000 (W) | 1981    |               |              |

## 1982

### عملات معدنية غير متداولة
| الفئة | العملة                                        | تصميم الوجه الأمامي      | تصميم الوجه الخلفي   | المعدن            | السكّ                                                                               | التوافر     | الوجه الأمامي | الوجه الخلفي |
| ----- | --------------------------------------------- | ------------------------ | -------------------- | ----------------- | ---------------------------------------------------------------------------------- | ----------- | ------------- | ------------ |
| 50¢   | نصف دولار الذكرى المائتان وخمسون لجورج واشنطن | جورج واشنطن مُمتطيًا حصانًا | ماونت فيرنون مع عُقاب | فضة 90%، نحاس 10% | تمت الموافقة على: 10,000,000 (حد أقصى) غير متداولة: 2,210,458 D إثبات: 4,894,044 S | 1982 – 1985 |               |              |

### ميداليات
| الميدالية                                                 | تصميم الوجه الأمامي | تصميم الوجه الخلفي | السكّ                     | التوافر | الوجه الأمامي | الوجه الخلفي |
| --------------------------------------------------------- | ------------------- | ------------------ | ------------------------ | ------- | ------------- | ------------ |
| ميدالية لويس أرمسترونج (سلسلة الفنون التذكارية الأمريكية) | لويس أرمسترونغ      | بوق                | غير متداولة: 420,000 (W) | 1982    |               |              |
| ميدالية فرانك لويد (سلسلة الفنون التذكارية الأمريكية)     | فرانك لويد          | فيلا فولينوتر      | غير متداولة: 360,000 (W) | 1982    |               |              |

## 1983

### عملات معدنية غير متداولة
| الفئة | العملة                                | تصميم الوجه الأمامي | تصميم الوجه الخلفي | المعدن            | السكّ | التوافر     | الوجه الأمامي | الوجه الخلفي |
| ----- | ------------------------------------- | ------------------- | ------------------ | ----------------- | --- | ----------- | ------------- | ------------ |
| $1    | دولار الألعاب الأولمبية الصيفية 1984 ‏ | تمثال رامي القرص    | رأسُ عُقاب           | فضة 90%، نحاس 10% | تمت الموافقة على: 50,000,000 (حد أقصى 1983–1984) غير متداولة: 294,543 P 174,014 D 174,014 S إثبات: 1,577,025 S | 1983 – 1984 |               |              |

### ميداليات
| الميدالية                                        | تصميم الوجه الأمامي | تصميم الوجه الخلفي         | السكّ                     | التوافر | الوجه الأمامي | الوجه الخلفي |
| ------------------------------------------------ | ------------------- | -------------------------- | ------------------------ | ------- | ------------- | ------------ |
| روبرت فروست (سلسلة الفنون التذكارية الأمريكية)   | روبرت فروست         | ثلاث أبيات من قصيدة لفروست | غير متداولة: 500,000 (W) | 1983    |               |              |
| ألكسندر كالدر (سلسلة الفنون التذكارية الأمريكية) | ألكسندر كالدر       | نحت حَرَكي                   | غير متداولة: 410,000 (W) | 1983    |               |              |

## 1984

### عملات معدنية غير متداولة
| الفئة | العملة                               | تصميم الوجه الأمامي                                                                   | تصميم الوجه الخلفي                                           | المعدن                   | السكّ | التوافر | الوجه الأمامي | الوجه الخلفي |
| ----- | ------------------------------------ | ------------------------------------------------------------------------------------- | ------------------------------------------------------------ | ------------------------ | --- | ------- | ------------- | ------------ |
| $1    | دولار الألعاب الأولمبية الصيفية 1984 | تمثالان عاريان من البرونز لرجل وامرأة (رياضيين) فوق بوابة في مدرج لوس أنجلوس التذكاري | عُقاب                                                         | فضة 90%, نحاس 10%        | غير متداولة: 217,954 P 116,675 D 116,675 S إثبات: 1,801,210 S                                                                                              | 1984    |               |              |
| $10   | عُقابالألعاب الأولمبية الصيفية 1984   | عداءان يحملان الشعلة الأولمبية                                                        | عُقاب مُمسكًا بغصن زيتونٍ في مَخلبه الأيمن و سهامٍ في مخلبه الأيسر | ذهب 90%, فضة 6%, نحاس 4% | تمت الموافقة على: عقاب مُمسكًا بمخالبه اليمنى فرعَ زيتونٍ وسهامًا باليسرى 2,000,000 (حد أقصى) غير متداولة: 75,886 W إثبات: 33,309 P 34,533 D 48,551 S 381,085 W | 1984    |               |              |

### ميداليات
| الميدالية                                       | تصميم الوجه الأمامي | تصميم الوجه الخلفي                      | السكّ                    | التوافر | الوجه الأمامي | الوجه الخلفي |
| ----------------------------------------------- | ------------------- | --------------------------------------- | ----------------------- | ------- | ------------- | ------------ |
| هيلين هايز (سلسلة الفنون التذكارية الأمريكية)   | هيلين هايز          | شريط يحيط بكلمات "السيدة الأولى للمسرح" | غير متداولة: 35,000 (W) | 1984    |               |              |
| جون ستاينبيك (سلسلة الفنون التذكارية الأمريكية) | جون ستاينبيك        | منظر لمزرعة                             | غير متداولة: 35,000 (W) | 1984    |               |              |

## 1986

### عملات معدنية غير متداولة
| الفئة | العملة                  | تصميم الوجه الأمامي                                                   | تصميم الوجه الخلفي                        | المعدن                   | السكّ                                                                             | التوافر | الوجه الأمامي | الوجه الخلفي |
| ----- | ----------------------- | --------------------------------------------------------------------- | ----------------------------------------- | ------------------------ | -------------------------------------------------------------------------------- | ------- | ------------- | ------------ |
| 50¢   | نصف دولار تمثال الحرية ‏ | منظر جانبيّ لتمثال الحرية وخلفيّ لسفينة مُهاجرين مُبحرةً إلى ميناء نيويورك | عائلة مُهاجرة، مع ممتلكاتهم، يدخلون أمريكا | نحاس 92%, نيكل 8%        | تمت الموافقة على: 25,000,000 (حد أقصى) غير متداولة: 928,008 D إثبات: 6,925,627 S | 1986    |               |              |
| $1    | دولار تمثال الحرية      | تمثال الحرية مع مركز مهاجرين جزيرة إيليس في الخلفية                   | شُعلة تمثال الحرية مع نقش                  | فضة 90%, نحاس 10%        | تمت الموافقة على: 10,000,000 (حد أقصى) غير متداولة: 723,635 P إثبات: 6,414638 S  | 1986    |               |              |
| $5    | نصفُ عُقاب تمثال الحرية   | لقطة مُقربة لتمثال الحرية                                              | عُقاب طائرًا                                | ذهب 90%, فضة 6%, نحاس 4% | تمت الموافقة على: 500,000 (حد أقصى) غير متداولة: 95,248 W إثبات: 404,013 W       | 1986    |               |              |

## 1987

### عملات معدنية غير متداولة
| الفئة | العملة                                        | تصميم الوجه الأمامي                               | تصميم الوجه الخلفي                                    | المعدن                   | السكّ                                                                             | التوافر | الوجه الأمامي | الوجه الخلفي |
| ----- | --------------------------------------------- | ------------------------------------------------- | ----------------------------------------------------- | ------------------------ | -------------------------------------------------------------------------------- | ------- | ------------- | ------------ |
| $1    | دولار الذكرى المئوية الثانية للدستور الأمريكي | كومة من الرقائق، قلم حبر ريشي، وعبارة "نحن الشعب" | مجموعة أشخاص يمثلون التنوع الثقافيّ والاجتماعيّ لأمريكا | فضة 90%, نحاس 10%        | تمت الموافقة على: 10,000,000 (حد أقصى) غير متداولة: 451,629 P إثبات: 2,747,116 S | 1987    |               |              |
| $5    | نصف عُقاب المئوية الثانية للدستور الأمريكي     | عُقاب مُمسكًا بقلم حبرٍ ريشيّ                          | عبارة "نحن الشعب" وقلم حبر ريشيّ                       | ذهب 90%, فضة 6%, نحاس 4% | تمت الموافقة على: 1,000,000 (حد أقصى) غير متداولة: 214,225 W إثبات: 651,659 W    | 1987    |               |              |

## 1988

### عملات معدنية غير متداولة
| الفئة | العملة                                  | تصميم الوجه الأمامي                               | تصميم الوجه الخلفي              | المعدن                   | السكّ                                                                             | التوافر | الوجه الأمامي | الوجه الخلفي |
| ----- | --------------------------------------- | ------------------------------------------------- | ------------------------------- | ------------------------ | -------------------------------------------------------------------------------- | ------- | ------------- | ------------ |
| $1    | دولار الألعاب الأولمبية الصيفية 1988    | شعلتا سيدة الحرية والأولمبياد تندمجان في لهبٍ واحد | شعار اللجنة الأولمبية الأمريكية | فضة 90%, نحاس 10%        | تمت الموافقة على: 10,000,000 (حد أقصى) غير متداولة: 191,368 D إثبات: 1,359,366 S | 1988    |               |              |
| $5    | نصف عُقاب الألعاب الأولمبية الصيفية 1988 | الإلهة الإغريقية نيكه                             | الشعلة الأوليمبية               | ذهب 90%, فضة 6%, نحاس 4% | تمت الموافقة على: 1,000,000 (حد أقصى) غير متداولة: 62,913 W إثبات: 281,456 W     | 1988    |               |              |

## 1989

### عملات معدنية غير متداولة
| الفئة | العملة                                    | تصميم الوجه الأمامي          | تصميم الوجه الخلفي                   | المعدن                   | السكّ                                                                          | التوافر | الوجه الأمامي | الوجه الخلفي |
| ----- | ----------------------------------------- | ---------------------------- | ------------------------------------ | ------------------------ | ----------------------------------------------------------------------------- | ------- | ------------- | ------------ |
| 50¢   | نصف دولار الذكرى المئوية الثانية للكونجرس | رأس تمثال الحرية (الكابيتول) | مبنى الكونجرس                        | نحاس 92%, Ni 8%          | تمت الموافقة على: 4,000,000 (حد أقصى) غير متداولة: 163,753 D إثبات: 762,198 S | 1989    |               |              |
| $1    | دولار الذكرى المئوية الثانية للكونجرس     | تمثال الحرية (الكابيتول)     | صولجان مجلس النواب                   | فضة 90%, نحاس 10%        | تمت الموافقة على: 3,000,000 (حد أقصى) غير متداولة: 135,203 D إثبات: 762,198 S | 1989    |               |              |
| $5    | نصف عُقاب الذكرى المئوية الثانية للكونجرس  | قُبة الكابيتول                | عُقاب على قُبة مبنى مجلس الشيوخ القديم | ذهب 90%, فضة 6%, نحاس 4% | تمت الموافقة على: 1,000,000 (حد أقصى) غير متداولة: 46,899 W إثبات: 164,690 W  | 1989    |               |              |